# 661

## Události
- vzniká Chazarská říše

## Úmrtí
- podle Václava Hájka z Libočan umírá praotec Čech (ve věku osmdesáti šesti let)

## Hlavy států
- Papež – Vitalianus (657–672)
- Byzantská říše – Konstans II.
- Franská říše
  - Neustrie & Burgundsko – Chlothar III. (658–673)
  - Austrasie – Childebert Adoptovaný (656–661) » Chlothar III. (661–662)
- Anglie
  - Wessex – Cenwalh
  - Essex – Swithelm
  - Mercie – Wulfhere
- Bulharsko
  - První bulharská říše – Kuvrat (630–641/668)?
  - Volžsko-Bulharský chán – Kotrag (660–700/710)